# Марко (компания)
«Марко» — белорусский кожевенно-обувной комбинат, основанный в сентябре 1991 года в Витебске. На 2015 год в Витебске было 4 филиала, сеть из 48 собственных магазинов в 24 городах Беларуси, зарубежные офисы и магазины в Казахстане (Алматы), Латвии (Рига) и России (Екатеринбург, Краснодар, Москва, Санкт-Петербург и Смоленск). В 2014 году производство обуви превысило 4 миллиона пар, более половины из которых были проданы за границу.

## История
В сентябре 1991 года Николай Мартынов, бывший специалист коммерческого отдела обувной компании «Белвест», вместе с тремя другими участниками основал торгово-закупочную компанию «ЛМ + МК». Позже название компании было изменено на современное, что происходит от имени владельца Мартынова и слова компания. В 1993 году запущена линия мужской обуви из натуральной кожи на полиуретановой подошве. Первой выпущенной парой обуви стали мужские ботильоны модели 4351, производство которых продолжилось в 2011 году. 4 ноября 1995 года началось производство подростковой и детской обуви. Апрель 1996 года ознаменован выпуском миллионой пары обуви с торговым знаком «Марко». Начато открытие собственных магазинов. В сентябре произошел переход в недавно построенный главный корпус завода. В начале 1997 года освоен клеевой способ крепления, что позволило начать производство женской обуви. В феврале открылось дочернее предприятие «ВитМа», где начали производить кошельки, ремни и сумки. В ноябре 1999 года было создано совместное белорусско-германское предприятие «Викоп-Фагус» по производству обувных колодок. В апреле 2003 года была выпущена 10-миллионая пара обуви. В июле открылось дочернее предприятие «Сан Марко», которое позже возглавил сын владельца Павел Мартынов. Начато производство зимних сапог из меха. В марте 2005 началось производство спортивной и прогулочной обуви. В июне 2008 «Марко» купил акции ОАО «Красный Октябрь». В октябре того же года была выпущена 20-миллионая пара обуви.